# Збірна Пакистану з футболу
Збірна Пакистану з футболу — представляє Пакистан на міжнародних футбольних змаганнях. Контролюється Футбольною федерацією Пакистану. Вона ніколи не потрапляла на Чемпіонат світу з футболу або Кубку Азії. Станом на 3 квітня 2025 посідає 198-e місце у рейтингу футбольних збірних світу.
Збірна Пакистану була однією з найкращих команд в Азії, але до кінця 60-х брак коштів і слабкий розвиток інфраструктури виявились головними факторами відставання збірної від багатьох команд, в яких вона раніше вигравала. До 80-х пішли з спорту найкращі футболісти Пакистану, і вся сила збірної пропала.
Проте на рубежі століть пакистанське керівництво і ФФП стали вкладувати гроші в футбол. Нова футбольна ліга, яка була створена незабаром, та інвестиції від FIFA допомогли покращити інфраструктуру Пакистану.

## Стадіон
Стадіон Пенджабу став новим домом національної команди після його спорудження в 2003 році. До цього більшість домашніх матчів було зіграно на інших футбольних стадіонах сусідніх країн. Стадіон Пенджабу знаходиться в Лахорі, Пакистан і має місткість 64 000. У Пакистанської Футбольної Федерації є її штаб поблизу від стадіону у Футбольному будинку ФІФА.

## Чемпіонат світу
- з 1930 по 1986 — не брала участь
- з 1978 по 1986 — не пройшла кваліфікацію
- 1990 — вибула
- з 1990 по 2014 — не пройшла кваліфікацію

## Кубок Азії
- 1956 — зійшла з турніру
- 1960 — не пройшла кваліфікацію
- 1964 — не брала участь
- 1968 — не пройшла кваліфікацію
- 1972 — не брала участь
- 1976 — зійшла з турніру
- 1980 — не брала участь
- з 1984 по 2011 — не пройшла кваліфікацію